# Heroína (1820)
La fragata Heroína fue un buque de guerra que realizó campañas contra buques españoles durante la Guerra de la Independencia Argentina. Conforme a las normas de la época, utilizó patentes de corso emitidas por las Provincias Unidas del Río de la Plata.
Su participación más destacada fue la toma de posesión de las Islas Malvinas, efectuada en nombre del gobierno de las Provincias Unidas del Río de la Plata, el 6 de noviembre de 1820. La ceremonia, encabezada por el coronel de marina Daniel Jewett, se llevó a cabo en Puerto Soledad, ante la presencia de numerosos barcos de distintas nacionalidades.

## Descripción
La fragata era un buque oficial del Estado. Tenía 43 metros de eslora, 7 metros de manga, 3,15 metros de calado y desplazaba 475 toneladas. Su armamento consistía en 34 piezas de artillería.
Durante las primeras semanas de la campaña de 1820, el capitán Daniel Jewett constató el mal estado de los elementos a bordo. Cerca de Río de Janeiro, las averías en los depósitos de agua dulce, lo obligaron a fijar rumbo hacia las islas de Cabo Verde para efectuar reparaciones.

## Historia

### Alistamiento
El buque era propiedad de Patricio Joseph Julian Lynch y Roo (1789-1881), quien solicitó una patente de corso el 9 de agosto de 1819. En la documentación, presentada ante el Ministerio de Marina, el armador bautizó a la fragata en homenaje a Tomás Guido, y designó como capitán al entonces teniente coronel Daniel Jewett. El nombre elegido para la fragata fue rechazado por el gobierno, lo que condujo a la denominación final de Heroína. El 15 de enero de 1820, fue habilitada como buque de guerra del Estado.

### Captura de la fragataCarlota
El 27 de junio de 1820, por la mañana, se inició la persecución de la fragata portuguesa Carlota, que se dirigía rumbo a Lisboa. La Carlota se niega a identificarse, y comienza una descarga de artillería contra la Heroína. Tras varias horas de persecución, cerca de la medianoche, la Heroína alcanza al fugitivo y obtiene su rendición.
El 28 de agosto, mientras se dirigían al sur, hacia las islas Malvinas, estalló una epidemia de escorbuto que diezmó la tripulación de la Carlota. el 20 de octubre, un violento temporal separa a la Carlota de la Heroína, ingresando esta última en la bahía de Puerto Soledad el 27 de octubre. La presa portuguesa se le sumaría unos días después.

### Toma de posesión de las Islas Malvinas

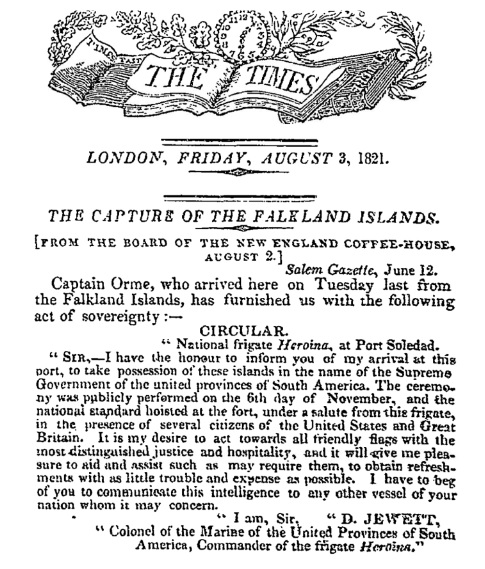
La toma de posesión argentina de 1820 se conoció en el Reino Unido a través de los informes del célebre explorador británico James Weddell. La noticia también fue publicada en The Times el 3 de agosto de 1821. El Reino Unido no protestó la ocupación argentina en 1820, ni realizó reserva de soberanía al firmar el (aún vigente) Tratado de amistad, comercio y navegación de 1825.

El 6 de noviembre de 1820, en una ceremonia formal, con la presencia de numerosos capitanes de distintas nacionalidades entre las que destaca la del explorador británico James Weddell, se enarboló la bandera de las Provincias Unidas, que fue saludada con 21 cañonazos.
Daniel Jewett le ordenó a los barcos que estaban pescando ilegalmente, que detengan sus actividades y abandonen las islas. Las autoridades británicas, que años más tarde reclamarían derechos de soberanía sobre el archipiélago, no efectuaron protesta alguna, aduciendo desconocimiento del hecho. Sin embargo, estos actos de posesión fueron divulgados en diarios ingleses y extranjeros.

### Al mando de Guillermo Mason
Daniel Jewett solicita su relevo el 1 de febrero de 1821, enviando una nota a Buenos Aires a bordo de la goleta norteamericana Ramper, capturada en Malvinas por llevar propiedades españolas. El gobierno nombró a Guillermo Roberto Mason como reemplazo de Jewett, efectuando el relevo en Puerto Soledad. 
Aunque la Heroína no estaba en buenas condiciones, prosiguió su ofensiva contra el comercio español. El 14 de junio de 1821, cerca de Río de Janeiro, apresó al bergantín español Maipú procedente de Callao rumbo a Cádiz. Unas semanas después, apresó a la fragata portuguesa Vizcondesa de Río Seco, que debía introducir esclavos en La Habana. Ambos buques se dirigieron a la isla de São Vicente, en Cabo Verde, para efectuar reparaciones y aprovisionarse de víveres.

## Homenajes
La fragata ARA Heroína (D-12), botada en 1982, fue nombrada así en homenaje a este buque. 